# Mike Liut
Michael Dennis Liut (* 7. Januar 1956 in Weston, Ontario) ist ein ehemaliger kanadischer Eishockeytorwart, der während seiner aktiven Karriere für die St. Louis Blues, Hartford Whalers und Washington Capitals in der National Hockey League sowie die Cincinnati Stingers in der World Hockey Association spielte.

## Karriere
Mike Liut begann seine Karriere 1973 in der CCHA für die Bowling Green State University. 1977 konnte er mit ihnen die Meisterschaft der CCHA gewinnen. Im selben Jahr wurde er zum besten College-Spieler des Jahres gewählt.
Bereits 1976 wurde er im Mai im WHA Amateur Player Draft von den New England Whalers ausgewählt. Nur einen Monat später wählten ihn die St. Louis Blues im NHL Amateur Draft 1976 in der fünften Runde an Position 56 gedraftet. Die New England Whalers transferierten die WHA-Rechte an Liut im Tausch für Bryan Maxwell und Greg Carroll an die Cincinnati Stingers.
Im Herbst 1977 wechselte Mike Liut in die WHA und spielte dort zwei Jahre für Cincinnati. 1979 löste sich die WHA auf und die St. Louis Blues machten von ihren im Draft erhaltenen Rechten an Liut Gebrauch und holten ihn ins Team. Er war sofort die Nummer 1 im Team und erreichte in seinen ersten zwei Jahren zusammen 65 Siege. 1981 wurde er für den Lester B. Pearson Award als bester Spieler und für die Hart Memorial Trophy als wertvollster Spieler der NHL nominiert. Er konnte den Lester B. Pearson Award, dessen Gewinner durch die Spieler gewählt wird, mit einer Stimme Vorsprung vor Wayne Gretzky gewinnen. Außerdem wurde er in das NHL First Allstar-Team gewählt.
Die folgenden Spielzeiten waren nicht mehr so erfolgreich und er wurde im Februar 1985 zu den Hartford Whalers transferiert. Drei Jahre lang war er Stammtorhüter der Whalers und hatte in der Saison 1986/87 mit vier Shutouts die meisten der Liga. 1988/89 hatte er mit Verletzungen zu kämpfen und verlor seinen Stammplatz an Peter Sidorkiewicz.
Während der Saison 1989/90 wurde er zu den Washington Capitals transferiert. Dort nahm er die Position als Back-up-Goalie ein. 1992 erlitt er einen Bandscheibenvorfall, der dazu führte, dass Liut seine Karriere als Spieler beenden musste.
Von 1995 bis 1998 war Mike Liut Assistenztrainer des Eishockeyteam der University of Michigan.

## Besonderes
- Von allen Torhüter, die in der WHA spielt haben, war er 1992 der letzte noch aktive.
- Mike Liut ist ein Cousin von Ron Francis, Mitglied der Hockey Hall of Fame.

## Erfolge und Auszeichnungen
| - 1975 CCHA First All-Star Team - 1976 CCHA Second All-Star Team - 1977 CCHA First All-Star Team - 1977 CCHA Spieler des Jahres - 1981 Teilnahme am NHL All-Star Game | - 1981 MVP des NHL All-Star Game - 1981 Lester B. Pearson Award - 1981 NHL First All-Star Team - 1981 Silbermedaille beim Canada Cup - 1987 NHL Second All-Star Team |

## Rekorde

### Hartford Whalers
- Meiste Siege als Torhüter (115)
- Meiste Shutouts (13)